# 我是孝子 (2014年電影)
我是孝子（FILIAL PARTY），是一齣在2014年5月8日上映的新加坡電影，由巫培雙執導、洪夕編劇，主要演員是李铭顺、李国煌、郭舒賢、锺琴、洪愛玲、郭亮、劉玲玲、劉謙益、陳志偉、鄭盈盈、以及胡佳嬑。

## 演員
- 李铭顺，飾演白亞明，是一位學校保安人員。
- 李國煌，飾演「我是孝子」節目的策劃人兼主持人。
- 郭舒賢，飾演高级律師。
- 胡佳嬑，飾演高校學生。